# Saint-Germier (Alta Garonna)
Saint-Germier è un comune francese di 101 abitanti situato nel dipartimento dell'Alta Garonna nella regione dell'Occitania.

## Società

### Evoluzione demografica
Abitanti censiti